# Cheraw (Colorado)
Cheraw è un centro abitato (town) degli Stati Uniti d'America, situato nella contea di Otero dello Stato del Colorado. Nel censimento del 2010 la popolazione era di 252 abitanti.

## Geografia fisica
Secondo i rilevamenti dell'United States Census Bureau, Cheraw si estende su una superficie di 0,4 km².